# Keklikdüzü, Bitlis
Keklikdüzü là một xã thuộc thành phố Bitlis, tỉnh Bitlis, Thổ Nhĩ Kỳ. Dân số thời điểm năm 2011 là 236 người.